# Alexis Lemaître
Ne doit pas être confondu avec Alexis Lemaistre.
Pour les personnes ayant le même patronyme, voir Lemaître.
Alexis Lemaître, né le 30 mars 1864 à Onlay (Nièvre) et mort le 16 mai 1939 à Tunis (Tunisie), est un religieux français, vicaire apostolique du Sahara au Soudan français puis archevêque de Carthage et primat d'Afrique.

## Biographie
Alexis est le fils de Jean-Marie Lemaître (1834-1898) et de Jeanne Moreau (1844-1896). Il devient élève au grand séminaire de Nevers. Ordonné prêtre en 1888, il est vicaire à La Machine ; il y descend dans la mine lors du coup de poussier de 1890. Il est ensuite nommé curé de Guérigny.
Ayant rejoint les pères blancs en 1900, il effectue son noviciat puis est affecté à Ghardaïa dans le Sud algérien, avant d'être directeur de Saint-Joseph de Thibar.
Le 24 février 1911, il est nommé évêque titulaire de Sitifis (de) et vicaire apostolique du Sahara au Soudan français, ce qui correspond aux territoires des actuels Mali et Burkina Faso. En 1914, il est aumônier des troupes coloniales et, en 1917, Georges Clemenceau le remercie pour son rôle dans l'enrôlement des troupes indigènes en lui conférant le grade de général de brigade. Il est consacré évêque à Saint-Louis de Carthage le 23 avril par Mgr Clément Combes, archevêque de Carthage. Rapatrié en France à la suite d'une dysenterie amibienne en 1916, il est aumônier des Sœurs blanches à la Croix-Rouge, puis repart pour le Soudan français en 1919.
Cette année là, l'Académie française lui décerne le prix de la langue française.
Le 28 juillet 1920, Benoît XV le nomme archevêque titulaire de Cabasa (de) et archevêque coadjuteur de Carthage auprès de Mgr Combes. À la mort de celui-ci, il lui succède le 20 février 1922 comme archevêque de Carthage et primat d'Afrique.
L'Église reconnaît un miracle dans la guérison de ses fièvres à Nevers, où il était venu assister au transfert des reliques de la bienheureuse Bernadette ; son cas fut retenu pour la canonisation de la « bergère de Lourdes ».
Il fête son jubilé épiscopal en 1936. Les suites d'une embolie provoquent sa mort en 1939.

## Armoiries
« Coupé mi-parti en chef, d'azur, et de gueules, au 1er pélican d'argent en sa piété de même, au 2e, buste de Vierge à l'Enfant d'argent, au 3e au lévrier d'argent courant sur un globe de même et tenant dans sa gueule une bannière d'or, au cœur d'or brochant sur le tout »
Écu posé sur une croix de procession à double traverse, au chapeau de sinople, accompagné d'une cordelière à dix houppes de même et d'une banderole portant sa devise :

« UBI AMATUR NON LABORATUR AUT SI LABORATUR LABOR AMATUR »

« Quand on aime, on ne sent pas la peine, ou bien si on la sent, on aime cette peine »

## Hommage
Sa ville natale, Onlay, a donné son nom à la place de l'église.

## Distinctions
- Officier d'académie (20 avril 1912)
- Grand cordon de l'ordre de Léopold (5 avril 1927)
- Officier de la Légion d'honneur (31 juillet 1929)[4]
- Grand-croix de l'ordre du Nichan Iftikhar (9 août 1933)

### Iconographie
- Sculpture du buste de Mgr Alexis Lemaître[5]